# Indie DB
Indie DB ist eine englischsprachige Website, die als Schwesterseite zu Mod DB den Fokus auf Indie-Spiele legt. Über die Plattform können Studios in einer Art Blog Interessenten über den Fortschritt der Entwicklung auf dem Laufenden halten. Zudem können Bilder, Videos und Demos ausgetauscht werden.

## Award
Für den Indie of the Year Award lässt IndieDB die Nutzer zum Jahresende abstimmen.
2023
- Amnesia: The Bunker[2]

2022
- Turbo Overkill[3]

2021
- Splitgate[4]

2020
- Hypercharge: Unboxed[5]

2019
- Ion Fury[6]

2018
- Sally Face[7]

2017
- Foxhole[8]

2016
- RimWorld[9]

2015
- Space Engineers[10]

2014
- Robocraft[11]

2013
- Starbound[12]

2012
- Chivalry: Medieval Warfare[13]

2011
- Terraria[14]

2010
- Minecraft[15]

## Weblink
- https://www.indiedb.com/